# Annie Smith Peck
Annie Smith Peck (ur. 19 października 1850 w Providence w stanie Rhode Island, zm. 18 lipca 1935 w Nowym Jorku) – amerykańska podróżniczka i alpinistka, z wykształcenia badacz greckiej starożytności. Jako pierwsza kobieta weszła do grona naukowców w American School of Classical Studies w Atenach. Zagorzała sufrażystka i propagatorka kobiecego alpinizmu, znana dzięki publicznym wystąpieniom na rzecz równouprawnienia kobiet, wykładom i przemówieniom wygłaszanym także poza Stanami Zjednoczonymi. Autorka czterech książek na temat swoich podróży po Ameryce Południowej. Wchodząc w 1897 na szczyt Pico de Orizaba (5636 m) ustanowiła, utrzymujący się przez dwa lata, rekord wysokości osiągniętej przez kobietę w górach. Północny wierzchołek Huascarán w peruwiańskim łańcuchu górskim Cordillera Biała nazwano na jej cześć Cumbre Aña Peck.

## Dzieciństwo i młodość
Urodziła się 19 października 1850 w miejscowości Providence w stanie Rhode Island w dobrze sytuowanej i dystyngowanej rodzinie adwokata George’a Bachelera Pecka (1807–1882) i Ann Power (1820–1896) – oboje wywodzili się z rodzin wczesnych osadników – jako najmłodsza z pięciorga rodzeństwa. Siostra, Emily, zmarła w 1847 krótko po urodzeniu. Wychowywała się obok trzech braci, George’a Bachelera (1843–1934), Williama Thane’a (1848–1939) i Johna Brownella (1845–1923), którzy nie dopuszczali jej jako dziewczynki do swoich zabaw. Od najmłodszych zatem lat kształtowało się w niej poczucie rywalizacji i potrzeba wykazywania wartości własnych osiągnięć.
Uczęszczała do szkoły dla dziewcząt Stockbridge’s School for Young Ladies i do szkoły średniej Providence High School. W 1964 planowała studia na Uniwersytecie Browna, gdzie kształcili się jej ojciec i bracia, ale odmówiono jej przyjęcia ze względu na płeć. W1872 ukończyła studium dla nauczycieli Rhode Island Normal School, jedną z pierwszych amerykańskich instytucji kształcących nauczycieli.
Przez dwa semestry pracowała jako nauczycielka w Providence, by następnie przyjąć pracę jako przełożona szkoły średniej w Saginaw w stanie Michigan, gdzie uczyła też języków obcych i matematyki. Nie porzuciła jednak ambicji akademickich. Kiedy napisała o tym do rodziny, otrzymała odpowiedź pobłażliwie traktującą jej chęć podjęcia studiów i ukończenia ich w wieku dwudziestu siedmiu lat. W końcu jednak ojciec Peck zgodził się wesprzeć finansowo jej edukację, więc w 1874 zapisała się na Uniwersytet Michigan, od zaledwie trzech lat przyjmujący kobiety. Okazała się uzdolnioną i pilną studentką, tak że w 1878 ukończyła z wyróżnieniem studia licencjackie w zakresie greki i języków klasycznych, a w 1881 uzyskała tytuł magisterski z języka greckiego. W latach 1881–1883 prowadziła zajęcia z łaciny i retoryki na Uniwersytecie Purdue – jako jedna z pierwszych kobiet w USA na stanowisku wykładowcy akademickiego. Aby pogłębić edukację, udała się w 1884 do Europy, w Hanowerze studiowała języki starożytne i muzykę. W latach 1885–1886 jako pierwsza kobieta podjęła studia w zakresie archeologii i jej nauk pomocniczych w American School of Classical Studies w Atenach. W latach 1886–1887 uczyła łaciny w szkole wyższej dla kobiet Smith College w Northampton w stanie Massachusetts. Zajęcia akademickie uzupełniała prywatnymi prelekcjami i wykładami na temat greckiej i rzymskiej archeologii, co pozwalało jej gromadzić środki finansowe na podróże. Prezentacje ilustrowała własnymi fotografiami, pokazywanymi przez stereopticon – ulepszoną wersję latarni magicznej.

## Kariera alpinistyczna 1888-1911

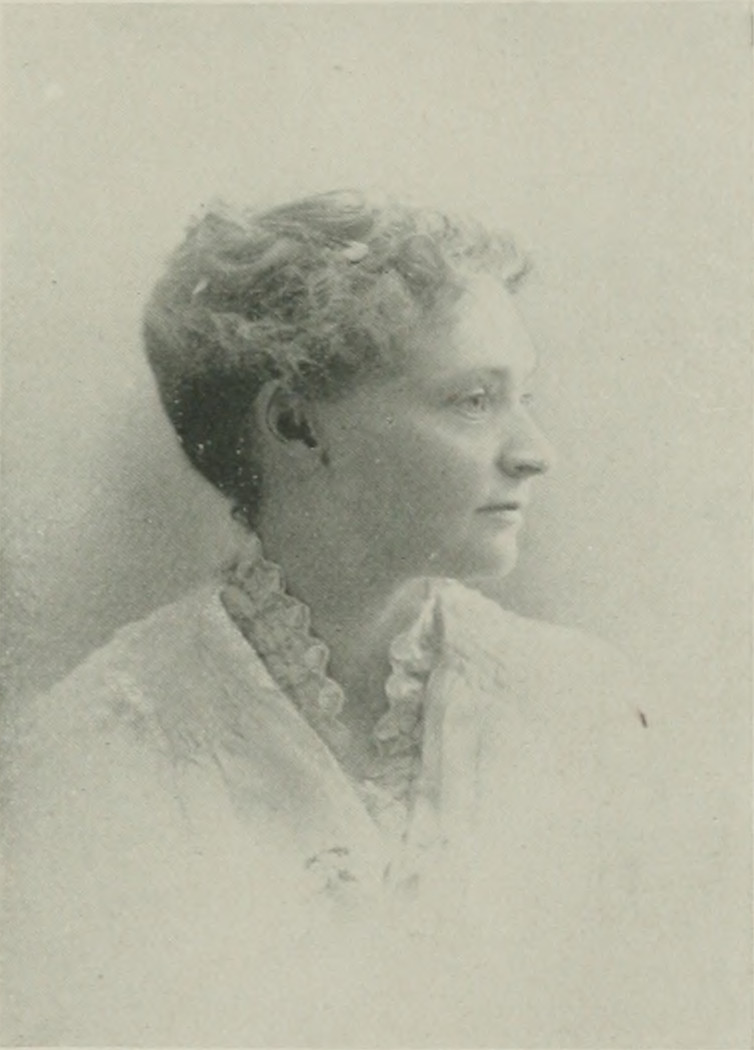
Annie S. Peck na fotografii z 1893 r.

W latach osiemdziesiątych XIX wieku, zainspirowana widokiem Matterhornu podczas europejskich wojaży, zaczęła z narastającym zapałem uprawiać alpinizm. M.in. w 1888 weszła na wierzchołek Mount Shasta (4322 m) w płn. Kalifornii, a podczas kolejnego pobytu w Europie w 1895 jako trzecia z kolei kobieta na Matterhorn (4478 m). Od 1892, porzuciwszy karierę uniwersytecką, zaczęła zarabiać na życie jako prelegentka i autorka, za główny temat obierając swoje podróże i osiągnięcia w górach. Niezwykłość jej doświadczeń, w równej mierze co profesjonalność w ich przedstawianiu oraz jej własna atrakcyjność, zyskały Annie S. Peck popularność w całej Ameryce.
Do wyjazdów i wspinaczek przygotowywała się skrupulatnie zarówno z naukowego punktu widzenia (nauczyła się np. obsługi hipsometru, by dokładnie odnotowywać zdobywaną wysokość), jak i praktycznego, np. odnośnie stroju. W przeciwieństwie do współczesnej jej alpinistki i eksploratorki Himalajów Fanny Bullock Workman chodziła po górach nie w spódnicy, ale w pumpach okrytych dłuższą tuniką. Wieści o jej górskim stroju ubarwiały narastającą sławę, ale i budziły dezaprobatę. Niemniej jednak nie uległa społecznej presji, zmieniając ubiór stosownie do wymogów okazji, i prezentowała się z równą swobodą jako dama, jako naukowiec albo ubrana „po męsku” alpinistka.
Kolejne dwie dekady wyjazdów w góry Ameryk Środkowej i Południowej oraz Europy jednoczyły jej dokonania alpinistyczne z wysiłkami wykazania równości kobiet i mężczyzn na tym polu. Podczas wyprawy do Meksyku w 1897 wspięła się jako pierwsza kobieta na szczyt Pico de Orizaba (5636 m), najwyższe wzniesienie Meksyku, ustanawiając tym samym rekord wysokości osiągniętej przez kobietę w amerykańskich górach. Weszła też na drugą co do wysokości górę Meksyku, czynny wulkan Popocatépetl (5452 m). Kobiecy rekord wysokości poprawiła w 1899 Fanny Bullock Workman na Khosar Gang (6040 m) w Karakorum. Podczas pobytu w Alpach w 1900 Annie S. Peck wspinała się w Dolomitach i Alpach Berneńskich, gdzie weszła m.in. na szczyt Jungfrau (4158 m). Za granicą brała udział w międzynarodowych zjazdach i sympozjach (np. w 1900 reprezentowała USA na kongresie alpinistycznym w Paryżu) i wygłaszała odczyty i prelekcje (także po hiszpańsku i portugalsku). W 1902 była jedną z czterech kobiet w grupie założycieli American Alpine Club.

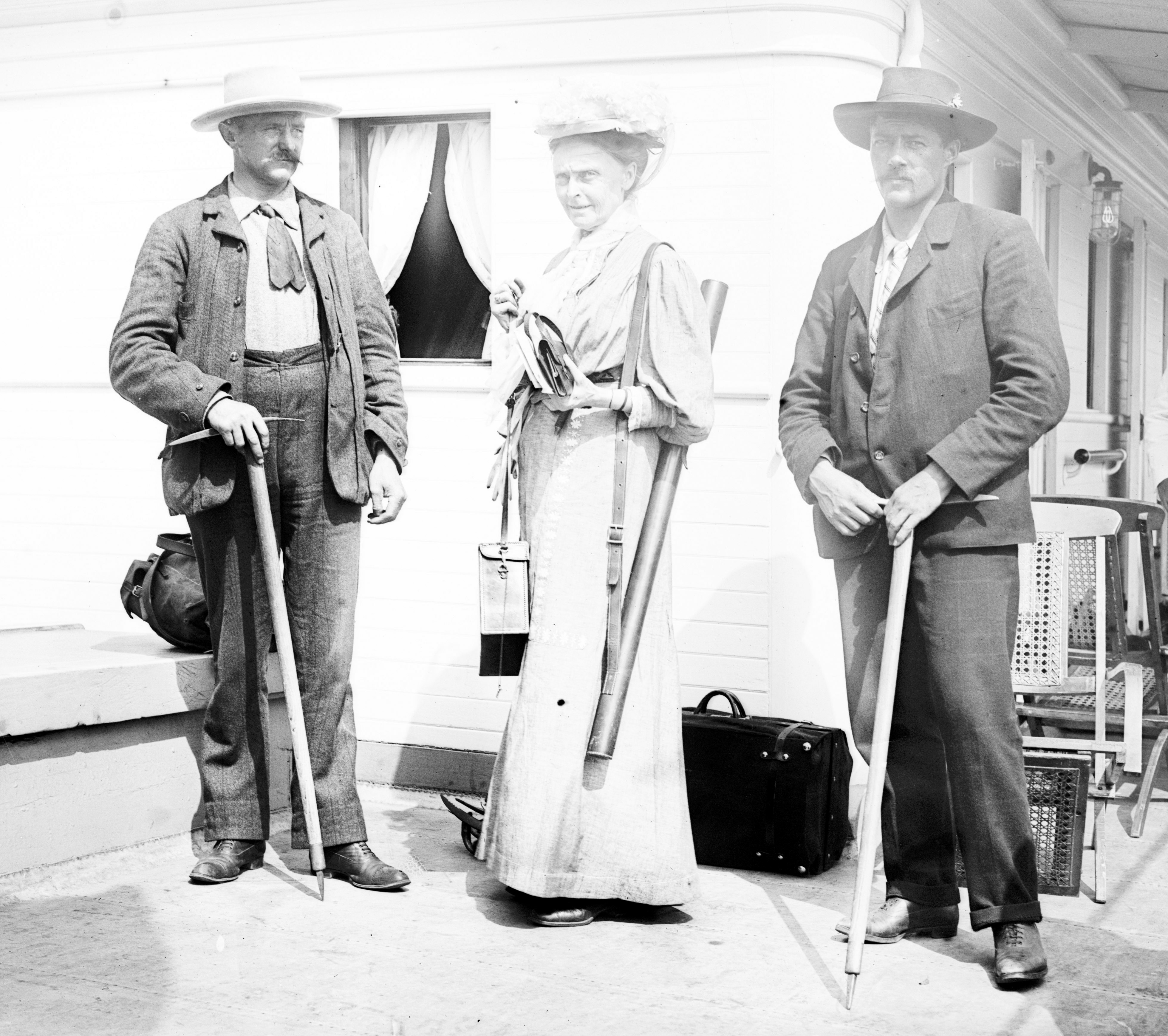
Annie S. Peck na zdjęciu zrobionym na pokładzie statku w czerwcu 1908, obok przewodnicy górscy z Zermattu

W poszukiwaniu godnego swych ambicji wyzwania udała się – jako ponad 50-letnia kobieta – do Ameryki Południowej w poszukiwaniu szczytu, na który mogłaby dokonać pierwszego wejścia. Wyprawy w 1903 i 1904 r. na dziewiczy Illampú (6368 m) w boliwijskiej Cordillera Real były dobrze przygotowane, ale mimo że w tej drugiej towarzyszyli jej zawodowi przewodnicy górscy, musiano zawrócić po osiągnięciu ok. 6000 m. W ciągu następnych lat dokonała kilku innych spektakularnych wejść w północnych Andach. Podjęła też pięć wypraw na Huascarán (6768 m) w peruwiańskich Andach. Dopiero ta w 1908 r., w której towarzyszyli jej przewodnicy górscy z Zermattu Gabriel Zumtaugwald i Rudolf Taugwalder, zakończyła się sukcesem, kiedy w tym trzyosobowym zespole zdobyli wierzchołek północny, Huascarán Norte. Przyznając, że na szczycie jako pierwszy stanął Rudolf Taugwalder, Annie S. Peck oświadczyła na łamach Bulletin of the American Geographical Society, że wejście na ten szczyt o wysokości – jak ją poinformowano – 24 000 stóp (7315 m) ustanawia pobicie dotychczasowego rekordu wysokości osiągniętej przez kobietę w górach ustalonego przez Fanny Bullock Workman dwa lata wcześniej na Pinnacle PeakQ (6932 m) w Karakorum. Tego, że informacja o wysokości Huascaranu była błędna, Fanny B. Workman dowiodła wysyłając tam na własny koszt (w przeciwieństwie do Annie S. Peck była bardzo zamożną osobą) zespół pomiarowy, który wykazał niższą wysokość andyjskiego szczytu o ok. 300 metrów. Niemniej jednak w uznaniu dla wyczynu Annie S. Peck peruwiański rząd przyznał jej złoty medal, a peruwiańskie towarzystwo geograficzne Sociedad Geográfica de Lima przyznało własną nagrodę, ponadto w 1927 nadało północnemu wierzchołkowi Huascaranu nazwę Cumbre Aña Peck.

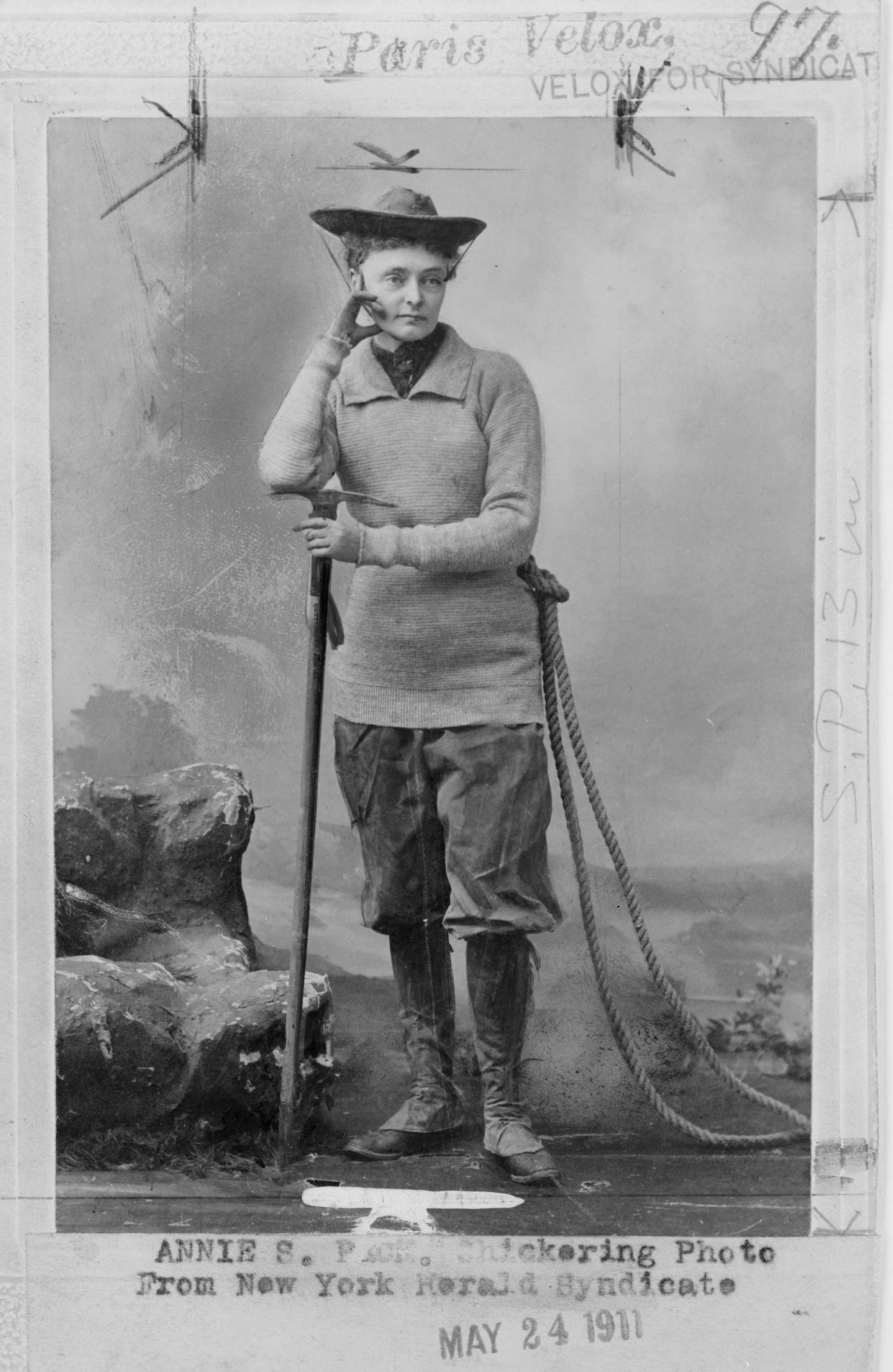
Annie S. Peck w górskim stroju na fotografii z 1911 r.

W 1911 r., w wieku 61 lat, podjęła kolejną wyprawę alpinistyczną w peruwiańskie Andy, by wejść na któryś z wierzchołków góry Coropuna (6426 m), o której wówczas błędnie sądzono, że może być wyższa od Aconcagui. Weszła na dwa wschodnie wierzchołki, ok. 6305 m i ok. 6234 m, a w szczytowe śniegi jednego z nich wbiła proporzec z napisem „The Joan of Arc Equal Suffrage League”, w geście propagującym organizację amerykańskich sufrażystek Joan of Arc Suffrage League.
W 1917 r. została przyjęta w poczet członków Królewskiego Towarzystwa Geograficznego w Londynie, a w 1928 przyjęto ją do amerykańskiego Society of Women Geographers.

## Ostatni okres
W latach 1929–1930 odbyła siedmiomiesięczną podróż lotniczą po Ameryce Południowej, aby wykazać, że loty komercyjne mogą być i łatwo dostępne i korzystne w nawiązywaniu współpracy między Amerykami. Po powrocie do Stanów Zjednoczonych wydała swoją czwartą i ostatnią książkę: Flying Over South America: Twenty Thousand Miles by Air (1932). Razem z artykułami publikowanymi w pismach amerykańskich i wydawanymi książkami, wygłaszając referaty i wykłady w obu Amerykach, z otwartością propagowała ideę panamerykanizmu, choć jej działalność stricte polityczną ograniczały ówczesne bariery genderowe.
Chodziła po górach aż do późnej starości. Na ostatnią z nich, Mount Madison (1638 m) w stanie New Hampshire, weszła w wieku osiemdziesięciu dwóch lat.
Mając osiemdziesiąt cztery lata, w 1935 r., wyruszyła w podróż dookoła świata. Wchodząc na wzgórze akropolskie w Atenach, zasłabła, co skłoniło ją do powrotu do Nowego Yorku. Zmarła kilka miesięcy później,18 lipca 1935, na zapalenie oskrzeli w zajmowanym przez nią apartamencie hotelowym. Po kremacji urnę z prochami złożono na cmentarzu North Burial Ground w jej rodzinnym Providence.

## Odznaczenia i nagrody
- W 1908 r. rząd Peru przyznał jej złoty medal za badania w zakresie krajowego przemysłu oraz osiągnięcia alpinistyczne w Andach peruwiańskich[34].
- W 1927 r. Towarzystwo Geograficzne w Limie zmieniło nazwę północnego szczytu Huascaranu na Cumbre Aña Peck.
- W 1930 r. Luis E. Feliú, konsul chilijski w Stanach Zjednoczonych, przyznał Annie S. Peck w imieniu rządu Chile odznaczenie Decoration al Merito.

## Utwory książkowe
Annie S. Peck pisała artykuły do czasopism i jest autorem czterech obszerniejszych pozycji książkowych:
- The Search for the Apex of America: High Mountain Climbing in Peru and Bolivia, Including the Conquest of Huascaran, with Some Observations on the Country and People Below [Poszukiwania najwyższego szczytu Ameryki: Wspinaczka wysokogórska w Peru i Boliwii, w tym zdobycie Huascaranu, z kilkoma uwagami na temat niżej leżącego kraju i jego mieszkańców] (1911); wersja elektroniczna
- The South American Tour [Trasa po Ameryce Południowej] (1913); wersja elektroniczna
- Industrial and Commercial South America [Przemysł i handel w Ameryce Południowej] (1922); wersja elektroniczna
- Flying Over South America: Twenty Thousand Miles by Air [Lot nad Ameryką Południową: Dwadzieścia tysięcy mil samolotem] (1932); wersja elektroniczna

Jej dokumenty osobiste, w tym pamiętniki, korespondencja i fotografie – ocalone przez przypadek, a wyrzucone na śmietnik w Brooklynie przez jej niedoszłego biografa – znajdują się obecnie w archiwum nowojorskiej biblioteki Brooklyn College Library.

## Opracowania dotyczące Annie Smith Peck
Jakkolwiek sportowe osiągnięcia Annie S. Peck i jej wkład w ruch uprawnienia kobiet są bezsporne, jak dotąd (2024) ukazała się tylko jedna obszerniejsza biografia A Woman’s Place Is at the Top: A Biography of Annie Smith Peck, Queen of the Climbers (2017). Jej autorka, Hannah Kimberley, przedłożyła wiosną 2012 na uniwersytecie Old Dominion w Norfolk w stanie Virginia dysertację doktorską Woman at the Top: Rhetoric, Politics, and Feminism in the Texts and Life of Annie Smith Peck (patrz Bibliografia). Na wiele dekad po śmierci postać Annie Smith Peck pozostawała zapomniana, zainteresowanie nią i jej osiągnięciami ożywiało się dopiero wraz z pojawianiem się w Internecie coraz większej ilości artykułów na temat „this marvelous multidimensional woman” – tej wspaniałej wielowymiarowej kobiety. Wiele z nich jest nieprecyzyjnych, co wynika zapewne z wcześniejszego braku gruntownego i popartego źródłami opracowania na temat życia i działalności Annie S. Peck.
Zestawienie utworów jej autorstwa lub jej dotyczących zawiera poświęcona temu strona na Internet Archive. Ich wybór zawiera też artykuł o niej w Notable American Women 1607-1950. A Biographical Dictionary (1971).
Działalności i osiągnięciom Annie S. Peck na polu archeologii i studiów starożytnych poświęcony jest artykuł Archives from the Trash: The Multidimensional Annie Smith Peck – Mountaineer, Suffragette, Classicist autorstwa profesora archeologii na uniwersytecie Cincinnati Jacka L. Davisa, dostępny w wersji elektronicznej.
Wybór tekstów, obok tych wymienionych w Bibliografii i w Przypisach, poświęconych Annie Smith Peck:
- Kimberley, Hannah: A Woman’s Place Is at the Top: A Biography of Annie Smith Peck, Queen of the Climbers. New York: St. Martin’s Press, 2017. ISBN 1-250-08400-8.
- Magnus, Marilyn: Annie Smith Peck: Queen of the climbers. New York: Macmillan, 1997. ISBN 0-02-182169-0 [siedem stron tekstu]
- Olds, Elizabeth Fagg: Women of the Four Winds: The Adventures of Four of America’s First Women Explorers. Boston: Houghton Mifflin, 1985. ISBN 0-395-39584-4.
- Waterman, Laura; Waterman Guy: The Two Highest Women in the World: A Story, [w:] Laura and Guy Waterman, A Fine Kind of Madness: Mountain Adventures Tall and True. Seattle: Mountaineers Books, 2000. ISBN 978-0-89886-734-3 [fikcyjna korespondencja między Annie S. Peck i Fanny B. Workman]